# Kvissleby
Kvissleby ist ein Ort (tätort) in der schwedischen Provinz Västernorrlands län, in der historischen Provinz (landskap) Medelpad.

## Lage
Kvissleby gehört zur Gemeinde Sundsvall und innerhalb dieser seit 1. Januar 2016 zum Distrikt Njurunda, benannt nach dem 3 km südlich der Ortsmitte gelegenen Kirchort, dem heutigen Ortsteil Njurundabommen. Der Ort ist mit fast 9000 Einwohnern (2015) die zweitgrößte Ortschaft der Gemeinde. Er liegt knapp 50 km Luftlinie südwestlich der Provinzhauptstadt Härnösand und gut 10 km südsüdöstlich des Zentrums von Sundsvall am zu beiden Seiten des Flusses Ljungan, wenig oberhalb seiner Mündung in die Bottensee. Zu Kvissleby gehört auch der südwestlich gelegene früher eigenständige Ortsteil Nolby, wo fast die Hälfte der Einwohner lebt.
Kvissleby besitzt unweit der Ortsmitte einen Haltepunkt bei Kilometer 336 der Ostküstenbahn (Ostkustbanan), die Stockholm mit Sundsvall verbindet und auf diesem Abschnitt 1925 eröffnet wurde. Wenig westlich des Ortes führt die neue, auf diesem Abschnitt 2014 eröffnete Trasse der Europastraße 4 vorbei. Die alte Trasse verläuft als heutige Provinzstraße Y 562 durch den Ort. Am Nordrand des Ortes quert die Y 563 in Richtung des Ortsteils Skottsund über die 1988 eröffnete Brücke Harabergsbron den dort etwa 150 Meter breiten Ljungan. Die unmittelbar oberhalb befindliche erste Brücke von 1930 dient heute dem Fußgänger- und Fahrradverkehr.
2015 wuchs die Einwohnerzahl des Tätorts Kvissleby um mehr als das Dreifache, nachdem ihm eine Anzahl zuvor eigenständiger Ortschaften zugeordnet wurde: die Tätorter Dingersjö, Essvik, Juniskär, Njurundabommen und Skottsund sowie der größere, südliche Teil von Svartvik mit dem Ortsteil Hemmanet, außerdem die småorter Bodviken und Solberg.

## Geschichte
An Stelle des ursprünglich Kvissle genannten Ortes befand sich um 1200 die erste Steinkirche des späteren Kirchspiels Njurunda. Größere wirtschaftliche Bedeutung erlangte der Ort im 19. Jahrhundert durch die Holzflößerei auf dem Ljungan, zu den in der Umgebung errichteten Sägewerken von Svartvik, Essvik, Klampenborg und Nyhamn (heute alle auf dem Territorium des Tätorts). Kvissleby, wo sich eine Fährverbindung über den Fluss befand, entwickelte sich zu einem logistischen Zentralort für die umliegenden Sägewerke. Später wurden auch eine chemische und eine Papierfabrik errichtet. Sein heutiges Aussehen erhielt das Ortszentrum durch einheitliche Bebauung mit mehrstöckigen Wohnblocks in den 1960er-Jahren.
Administrativ gehörte der Ort zunächst zum Kirchspiel Njurunda socken, aus dem 1862 die gleichnamige Landgemeinde (landskommun) hervorging. Diese ging 1974 in der Gemeinde Sundsvall auf.

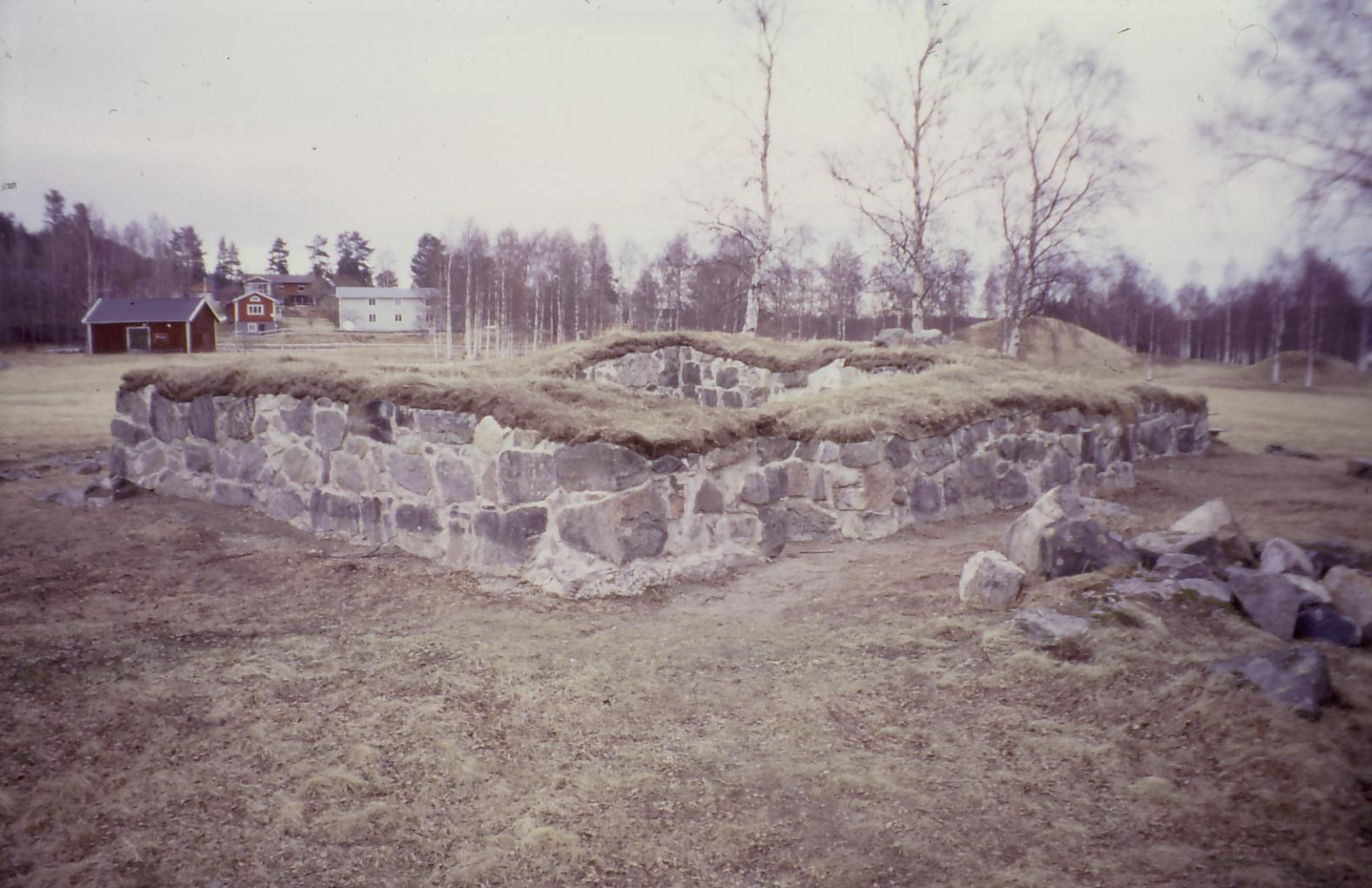
Überreste der Kvissle-Kapelle
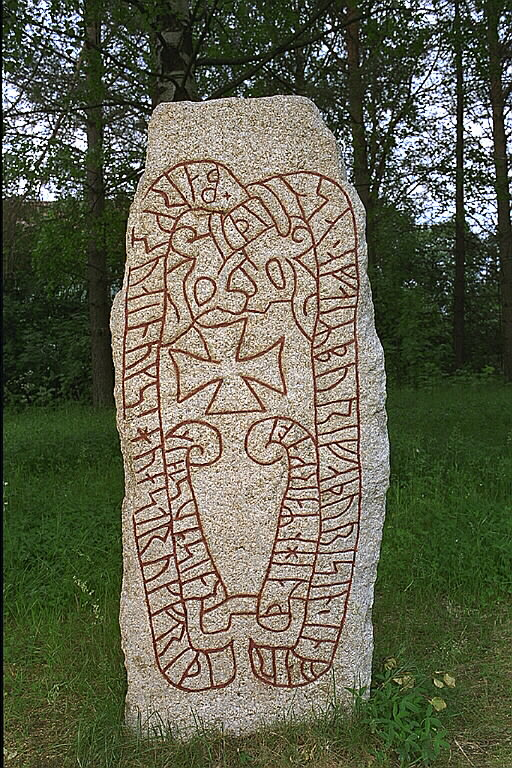
Der Nolbystenen
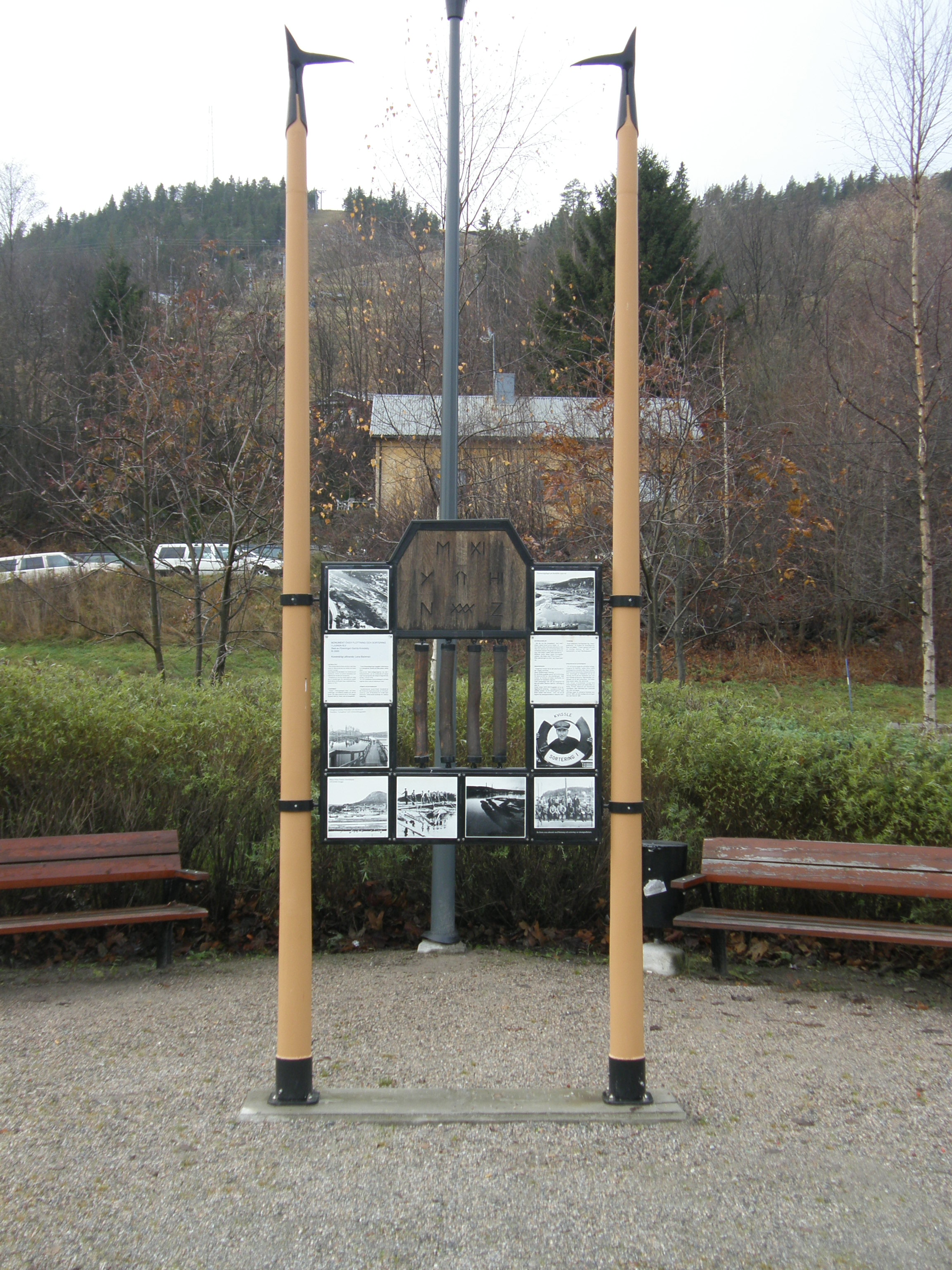
Flößereidenkmal in Kvissleby

## Sehenswürdigkeiten
Am westlichen Rand des Ortsteils Nolby sind die Überreste der ersten Steinkirche von Kvissle, erbaut um das Jahr 1200, erhalten. In der Nähe steht der Runenstein Nolbystenen.

## Sport
In Kvissleby sind unter anderem der Skisportverein Nolby Alpina SK und der Unihockeyverein Klockarbergets BK ansässig.

## Söhne und Töchter des Ortes
- Erik Gustafsson (* 1988), Eishockeyspieler